# بخش ینوتایفسکی
بخش ینوتایفسکی (به لاتین: Yenotayevsky District) یک منطقهٔ مسکونی در روسیه است که در استان آستراخان واقع شده‌است.